# Selle tchèque
Vous lisez un « bon article » labellisé en 2018.
Le Selle tchèque (tchèque : Český teplokrevník) est une race de chevaux de sport originaire de Tchéquie. Formée dans les années 1960 à partir de croisements sur un cheptel originellement ibérique et oriental, elle est alors connue sous le nom de « Selle tchécoslovaque », et surtout élevée en Bohême et en Slovaquie. Ce cheval montre l'influence de très nombreux demi-sangs européens, en particulier de l'Oldenbourg, du Holsteiner et du Hanovrien. Destinée originellement à la cavalerie militaire, la race est réorientée vers les sports équestres. Avec l'éclatement de la Tchécoslovaquie, elle se sépare en deux branches, le Selle tchèque et le Selle slovaque. Le registre généalogique du Selle tchèque ouvre en 1995.
Il présente un modèle variant de léger à lourd, avec une morphologie typique des chevaux de sport européens, de grande taille et de constitution solide, montrant parfois l'ascendance des chevaux arabes. La race est sélectionnée par indices génétiques, sur la base de ses performances sportives, sous la supervision de la Svaz chovatelů českéhoteplorevníka (SCHČT), l'association des éleveurs de chevaux Selle tchèque. Destiné aux sports équestres, il est largement utilisé comme cheval de loisir et d'instruction dans les centres équestres tchèques. Environ 18 000 sujets sont répertoriés en Tchéquie en 2015. La race s'exporte vers quelques pays européens, mais elle reste peu diffusée.

## Dénomination
En tchèque, ces chevaux s'appellent Český teplokrevník,, soit littéralement « Sang-chaud tchèque ». En français, la race est connue sous les noms de « Tchécoslovaque sang-chaud » et de « demi-sang de Bohême ». L'appellation « demi-sang tchèque » est possible. La race était autrefois nommée « Selle tchécoslovaque » ou « Tchécoslovaque sang-chaud », mais l'éclatement de la Tchécoslovaquie en 1993 entraîne une séparation en deux : le Selle tchèque et le Selle slovaque.

## Histoire
Au sein des races équines d'origine tchèque que sont le Kladruber, le Tchéco-morave belge et le Noriker silésien, le Selle tchèque est nettement distinct, tant morphologiquement que génétiquement, ce qui s'explique par son histoire.
Les chevaux présents dans l'actuelle Tchéquie étaient historiquement de type ibérique et oriental, avec notamment des Napolitains,. Des croisements avec le Pur-sang interviennent au début du XXe siècle. D'après Elwyn Hartley Edwards, les chevaux d'Europe centrale sont alors essentiellement sélectionnés sur leur aptitude à être montés. Ces chevaux sont stationnés dans différents haras, notamment dans la Bohême et la Slovaquie.
Au terme de la Première Guerre mondiale, des juments pur-sang sont croisées avec des étalons Oldenbourg robustes et des Frisons orientaux. Ce croisement n'a pas les résultats espérés par les autorités tchécoslovaques : la population locale est réticente aux croisements avec le Pur-sang, les chevaux devenant trop légers pour le travail agricole. Le cheval qui émerge de ces premiers croisements est plus petit que l'Oldenbourg, mais bien adapté aux travaux d'agriculture.
La création de la race actuelle remonte véritablement aux années 1960, par croisements sur le cheptel local, constitué de Nonius, de Furioso, de Gidrans et de Shagyas, avec des demi-sangs européens tels que l'Oldenbourg, le Hanovrien, le Pur-sang et les demi-sang anglais,. L'étalon fondateur est Przedswit, un demi-sang ; il existe différentes lignées. Le registre généalogique (studbook) est créé en 1995. Le Selle tchèque a largement absorbé la race voisine du Kinsky, mais un studbook séparé a été créé pour ce dernier en 2005. Le Selle tchèque est toujours abondamment croisé avec divers chevaux européens : entre 2001 et 2010, des étalons appartenant à 12 races différentes ont été employés en croisement. La majorité (27 %) des étalons mis à la reproduction sur cette période sont des Selle tchèque, mais 23 % sont des Holsteiner, 17 % des Hanovriens, et moins de 10 % des Selle français.
La République tchèque compte plus de 9 000 chevaux sans papiers typés sport, nés entre 1972 et 2012, dont une large part sont des poulains issus de juments enregistrées comme Selle tchèque. Ce phénomène, qui tend à s’accroître, est attribué à l'augmentation de l'équitation de loisir et des pratiques d'élevage par des amateurs, peu connaisseurs de l'univers équin. Parallèlement, l’accroissement de la demande en chevaux performants dans les sports équestres rend nécessaire une sélection sur performances.

## Description

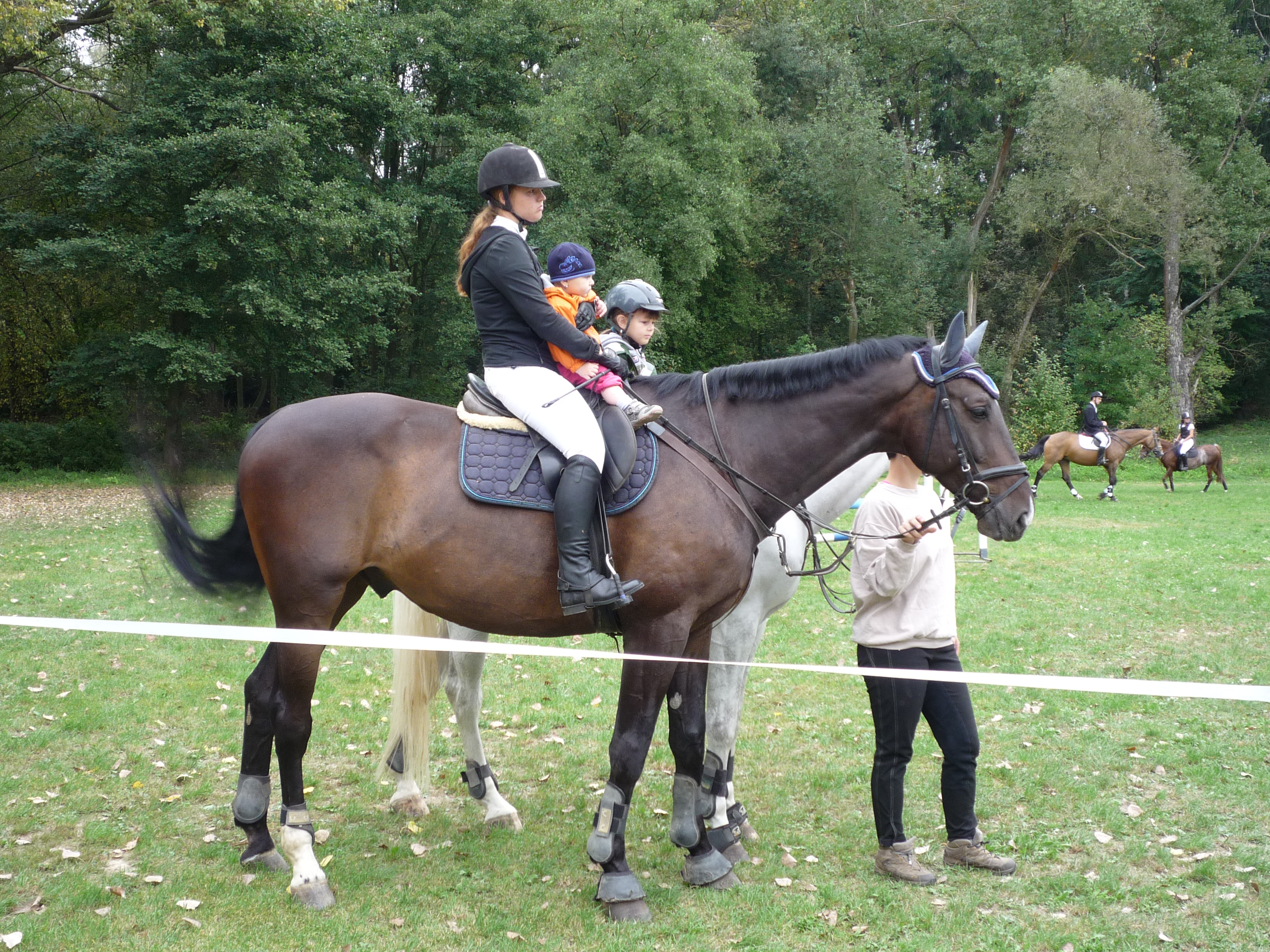
Cheval de sport, très vraisemblablement un Selle tchèque, lors d'une compétition à Havlíčkův Brod.

L'édition 2016 de l'encyclopédie de référence de CAB International indique une taille moyenne de 1,62 m. D'après Elwyn Hartley Edwards (2016), il toise de 1,63 m à 1,68 m. Le Guide Delachaux fournit une moyenne plus élevée, de 1,65 m à 1,75 m. L'auteure tchèque Helena Kholová (1997) indique 1,70 m à 1,75 m. D'après l'édition 2003 du standard de la race, les juments toisent en moyenne de 1,61 m à 1,67 m, et les étalons de 1,62 m à 1,70 m.
D'après Kholová, les sujets dépassent souvent les 600 kg, avec un tour de poitrine excédant les deux mètres. D'après le Guide Delachaux, le type de cheval de selle peut varier de léger à lourd, la morphologie étant généralement solide. En raison de la diversité des origines, il n'existe pas de type réellement défini. Cependant, l'influence de l'Arabe est souvent visible, notamment de par la forme assez droite de la croupe, le garrot plutôt large et peu sorti, et l'inclinaison des épaules. Bonnie Lou Hendricks (université de l'Oklahoma) décrit ce cheval comme « aristocratique ». D'après Kholová (1997), la tête est souvent lourde, mais d'un certain charme. Le modèle actuel (2016) est typique du cheval de sport, avec une longue encolure puissante, musclée et portée haut, de longues épaules inclinées, le dos et la croupe larges et longs, de solides membres bien musclés,. Le tour de canon est de 19,5 cm à 22 cm chez les juments, et de 21 cm à 22,5 cm chez les étalons (2003). Les paturons sont courts ; les pieds, généralement bien conformés (bien que parfois plats), sont plutôt petits par comparaison au volume du corps. Il arrive que ces chevaux aient les antérieurs serrés. Les crins sont épais, crinière et queue sont fournies.

### Robe

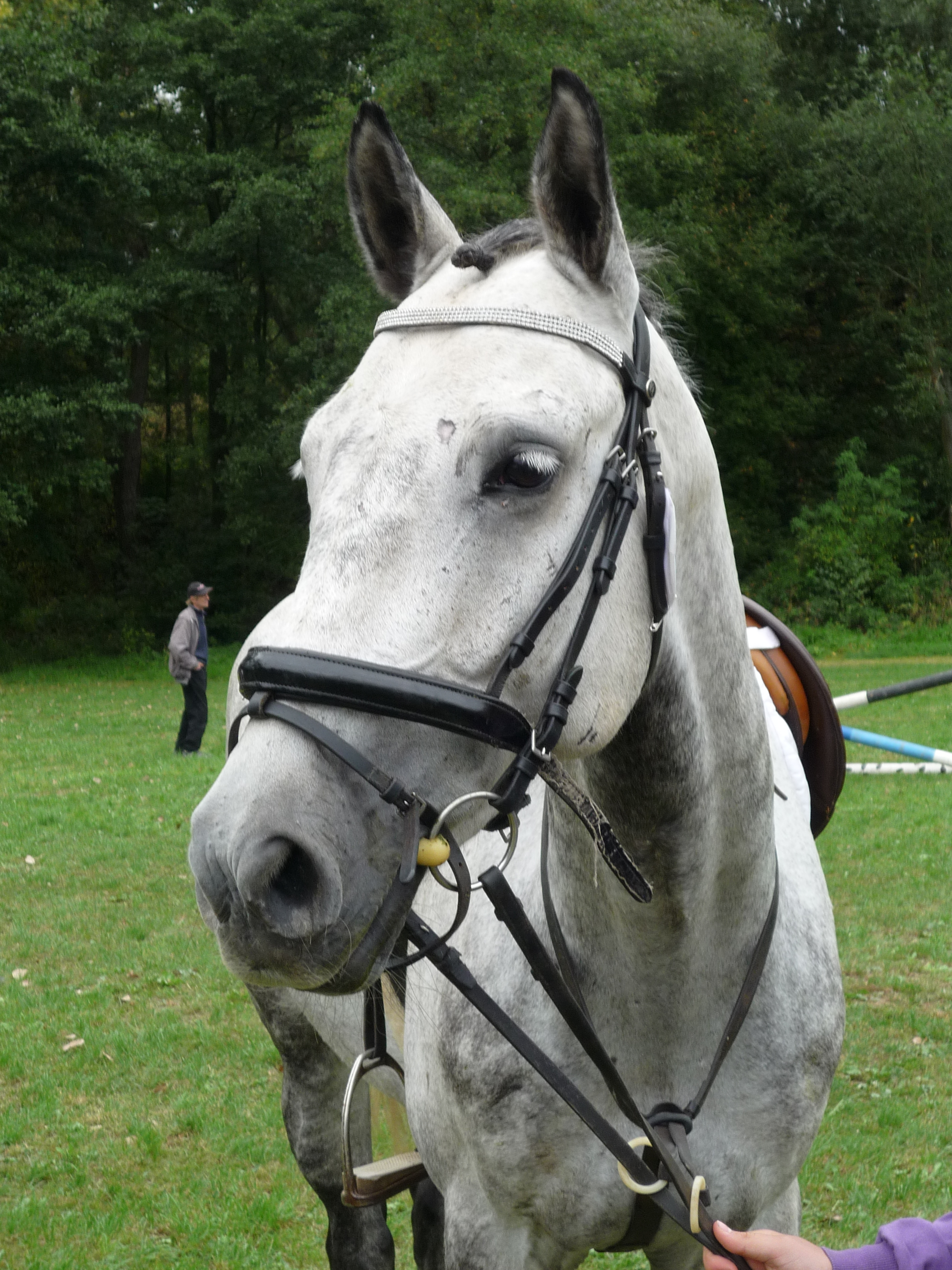
Cheval gris, probablement un Selle tchèque, montrant de l'influence arabe.

La robe est généralement baie ou alezane, plus rarement grise ou noire. Quelques sujets sont connus pour être isabelle ou porteurs du gène Dun,,.

### Tempérament et allures
Le caractère est réputé bon, ce cheval étant « facile à dresser et à manier ». Ses allures sont fluides. D'après Edwards, il présente des mouvements de cheval carrossier. 19 Selle tchèque ont fait l'objet d'une étude visant à déterminer la présence de la mutation du gène DMRT3 à l'origine d'allures supplémentaires : cette étude a permis de confirmer l'absence de cette mutation chez les sujets étudiés, de même que l'absence de mention d'animaux ambleurs parmi la race. Plutôt robuste, le Selle tchèque dispose d'une espérance de vie correcte. Malgré de fortes différences morphologiques, le hennissement des chevaux de la race est similaire à celui des Pur-sang et des Kladruber. Il est en revanche distinct de ceux du poney Shetland et des races de trait tchèques.

### Sélection
La sélection de la race est assurée par la Svaz chovatelů českéhoteplorevníka (SCHČT), connue à l'international sous le nom de Czech Warm-Blood Horse Breeders Association (CWA). Ces éleveurs regroupés en association supervisent notamment les tests des jeunes chevaux sur une période de 100 jours.
Une analyse génétique sur neuf races de chevaux tchèques et slovaques, publiée en 2014, montre que le Selle tchèque appartient au même cluster de gènes que le Selle slovaque et le Furioso, caractérisé par une forte introgression de chevaux Warmblood européens sur une population d'animaux locaux. La race est aussi génétiquement plus proche du Trakehner que du cheval de Moravie. Une comparaison morphologique entre le Selle tchèque et le cheval de sport polonais n'a pas permis de trouver de différences significatives, bien que les deux races aient des origines génétiques différentes. Cette proximité avec d'autres races d'Europe centrale pose la question de la conservation de studbooks séparés.
La conformation des pieds et des pâturons fait l'objet de nombreuses attentions : d'après une étude publiée en 1997 sur la base des résultats d'évaluation de conformation des juments Selle tchèque, les tendons lâches et les positions de membres défectueuses sont les défauts les plus couramment rencontrés. Les conditions environnementales influencent la solidité des pieds. Une analyse sur les notes de conformation des poulains montre que les animaux issus de reproducteurs de race Hanovrien et Holsteiner sont généralement mieux notés que ceux issus de reproducteurs Selle français et Selle tchèque, et que par ailleurs, les performances sportives des précédents sont meilleures que celles des Selle français et tchèque étudiés.
Le Selle tchèque actuel est sélectionné uniquement sur résultats sportifs,. Jusque dans les années 1990, cette sélection s'effectuait en utilisant les indices BLUP, elle s'effectue désormais en tenant compte de paramètres génétiques. Les données analysées pour rechercher le progrès génétique sont l'information génétique, et les manifestations phénotypiques de performance chez les poulains, en analysant les étalons utilisés dans l'élevage. Le règlement du studbook Selle tchèque autorise des croisements avec le Pur-sang, ainsi qu'avec une grande variété de chevaux de sport, dans le but d'améliorer les performances. Ainsi, parmi les étalons étrangers ayant influencé le Selle tchèque, figurent les Hanovriens Faraday, Federweisser, Dantes, Grand Step, Le Patron et Radegast ; les Holsteiner Ballast, Cassilius, Landino, Lantaan et Catango Z ; le Pur-sang Regulus ; les Selle français First Bride, Manillon Rouge et Baxte de Quettehou.

## Utilisations

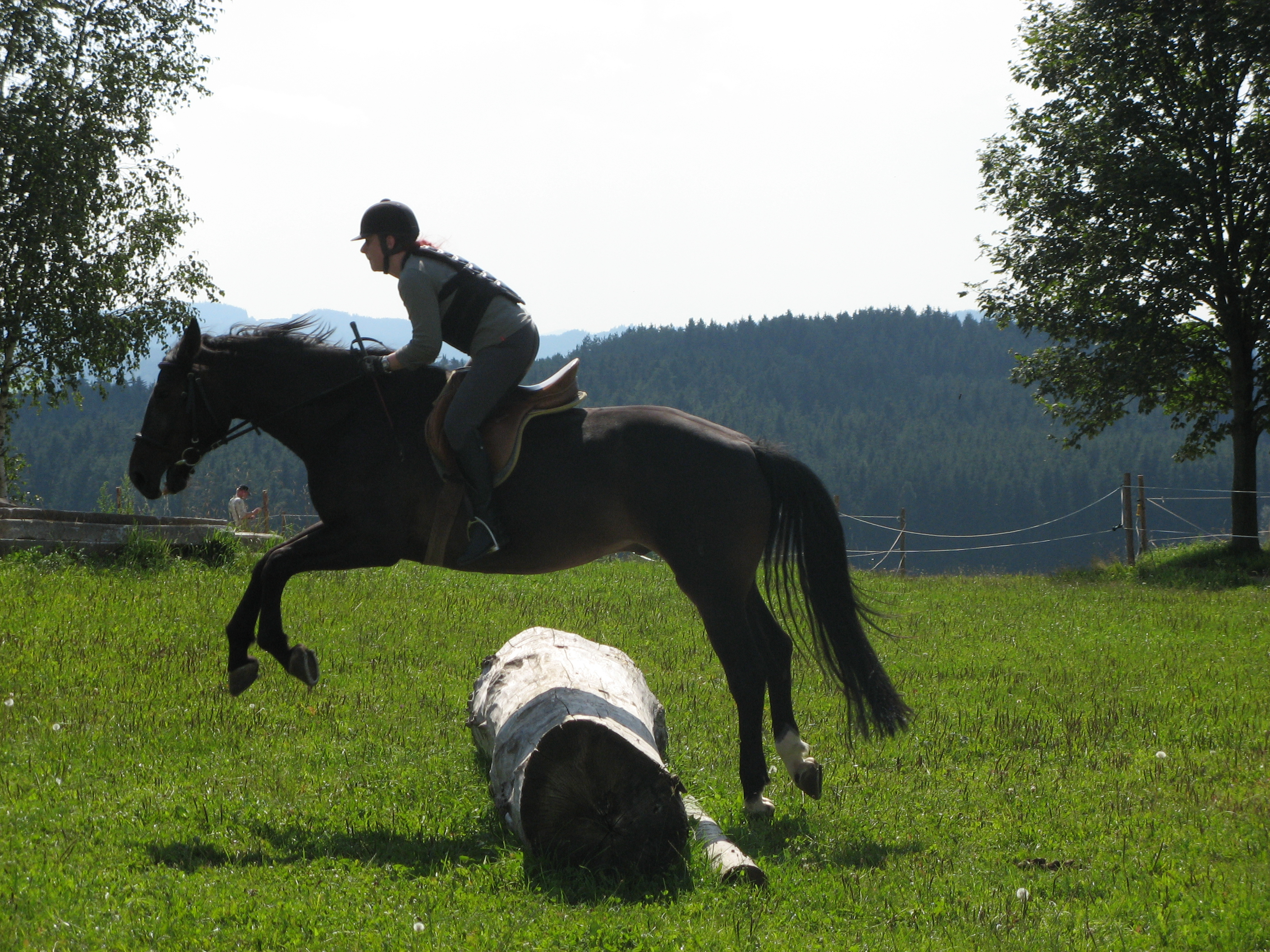
Selle tchèque sautant un obstacle naturel.

Ces chevaux avaient à l'origine un usage militaire, pour remonter les régiments de cavalerie. La race est désormais essentiellement destinée aux sports équestres,. Le Guide Delachaux le décrit, de façon erronée, comme un cheval qui « convient particulièrement aux concours de saut d'obstacles ». Le Selle tchèque n'est en réalité pas réputé pour ses performances dans ce sport ; en effet, il est classé dernier des 49 studbooks de chevaux de sport évalués dans cette discipline (en septembre 2017) par la WBFSH, classement dans lequel il est entré tardivement.
Présent également en compétition de dressage, il est réputé plus doué dans cette dernière discipline. En septembre 2017, le studbook se classe 36e sur les 39 présents au classement mondial des compétitions de dressage.
Le Selle tchèque est employé comme cheval de loisir et en compétition d'attelage. Il représente enfin une part importante des montures de centre équestre dans ses régions d'élevage, et dispose d'une bonne réputation en tant que cheval d'instruction. Il est également employé pour l'équithérapie en République tchèque.

## Diffusion de l'élevage
Le Selle tchèque est surtout présent dans son pays d'origine, avec un effectif d'environ 20 000 chevaux recensés en 2011 (selon le Guide Delachaux), ce qui en fait la première race équine de République tchèque en nombre. Le Selle tchèque représente environ 28 % du total des chevaux présents dans son pays d'origine cette même année. Des haras élevant la race se trouvent à Měník, Tlumačov, Suchá et Železnice. L'élevage est également présent autour d'Albertovec, près de Štěpánkovice, de Týn (cs) et de Luka, et de Horní Město. L'étude menée par l'université d'Uppsala, publiée en août 2010 pour la FAO, signale le Selle tchèque comme n'étant pas menacé d'extinction.
Le dernier recensement référencé sur DAD-IS, celui de 2015, donne un cheptel de 17 800  à   18 000 têtes, dont 9 400 juments reproductrices enregistrées dans le studbook. D'après Hendricks, la race commence (2007) à s'exporter vers l'Italie, l'Allemagne et le Royaume-Uni.

#### Études
- [Černohorská et al. 2013] (en) Hana Černohorská, Eva Sobotková, Martina Kosťuková et Iveta Bihuncová, « Analysis of lines and breeds of sires in the breeding of the Czech warmblood horses based on grading their offspring in rearing facilities for testing young horses (RFT) », Acta Universitatis Agriculturae et Silviculturae Mendelianae Brunensis, vol. 61, no 6,‎ 2013, p. 1605–1612 (ISSN 1211-8516 et 2464-8310, DOI 10.11118/actaun201361061605, lire en ligne, consulté le 13 janvier 2018)
- [Jiskrova et Misar 1997] I. Jiskrova et D. Misar, « Studies on effects of some factors on the sports performance of the czech warm-blood horse », Zeszyty Naukowe. Zootechnika. Akademia Rolnicza w Szczecinie, vol. 35,‎ 1997, p. 23-35